# Істинна секта Чистої Землі
І́стинна се́кта Чи́стої Землі́ (яп. 【浄土真宗】 じょうど-しんしゅう, «Істинна секта Чистої Землі») — одна з буддистських сект махаяністського Вчення Чистої Землі в Японії. Заснована на початку 12 століття ченцем Сінраном, учнем патріарха секти Дзьодо-сю, Хонена.　
Відома також як Сінсю́ (真宗, «Істинна секта»), Мо́нто-сю́ (門徒宗, «Секта вірних») і Ікко́-сю́ (一向宗, «Секта найвідданіших»). 
Найбільша за кількістю вірних релігійна течія сучасної Японії.

## Короткі відомості
З усіх буддистських сутр в Дзьодо-сю священним писанням вважається Трикнижжя Чистої Землі (浄土三部経):
- Сутра безмежного життя (無量寿経)
- Сутра споглядання безмежного життя (観無量寿経)
- Сутра Амітабхи (阿弥陀経)

Особлива увага приділяється «Сутрі безмежного життя».
Головним об'єктом поклоніння Дзьодо-сю є будда Аміда (Амітабха). Згідно з вченням секти, безсумнівна і тверда віра у обітницю цього будди спасти людство, а також постійна молитва до нього «Навертаюся до будди Аміди!» дає змогу людині потрапити після смерті до «буддистського раю», Чистої Землі Сукхаваті. 
З 17 століття складається з 10 окремих шкіл і ще десятка підшкіл, які є окремими релігійними організаціями, що об'єднані у Союз релігійних громад Сінсю (真宗教団連合).
- Школа Хонґандзі (本願寺派)
- Школа Отані (大谷派)
- Школа Таката (高田派)
- Школа Буккодзі (仏光寺派)
- Школа Кібе (木辺派)
- Школа Косю (興正派)
- Школа Ідзумодзі (出雲路派)
- Школа Ямамото (山元派)
- Школа Дзьосьодзі (誠照寺派)
- Школа Санмонто (三門徒派)